# Бикур-Холим

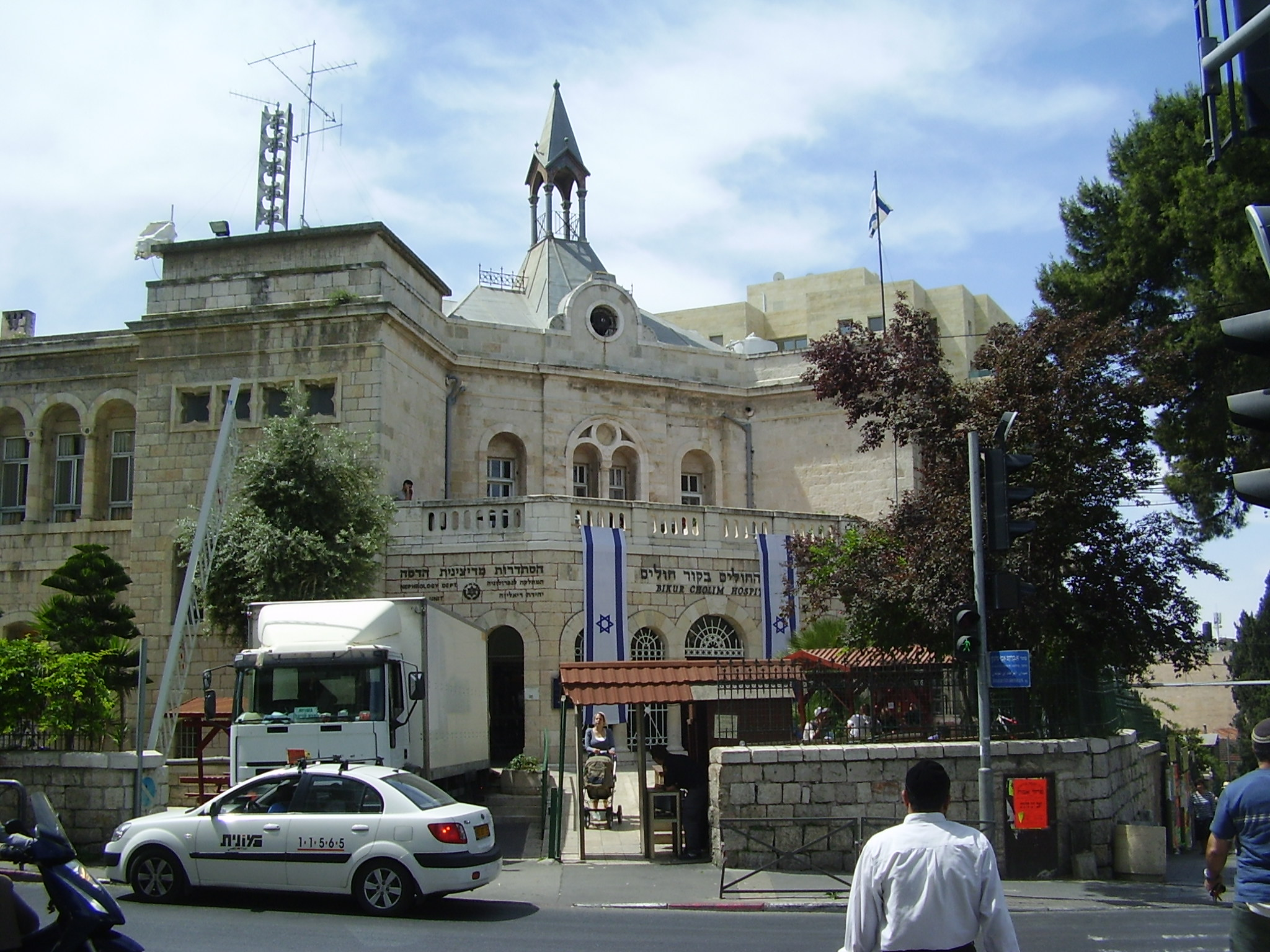

Бикур-Холим — медицинский комплекс в Иерусалиме. Основан в середине XIX века в Старом городе Иерусалима.

## История

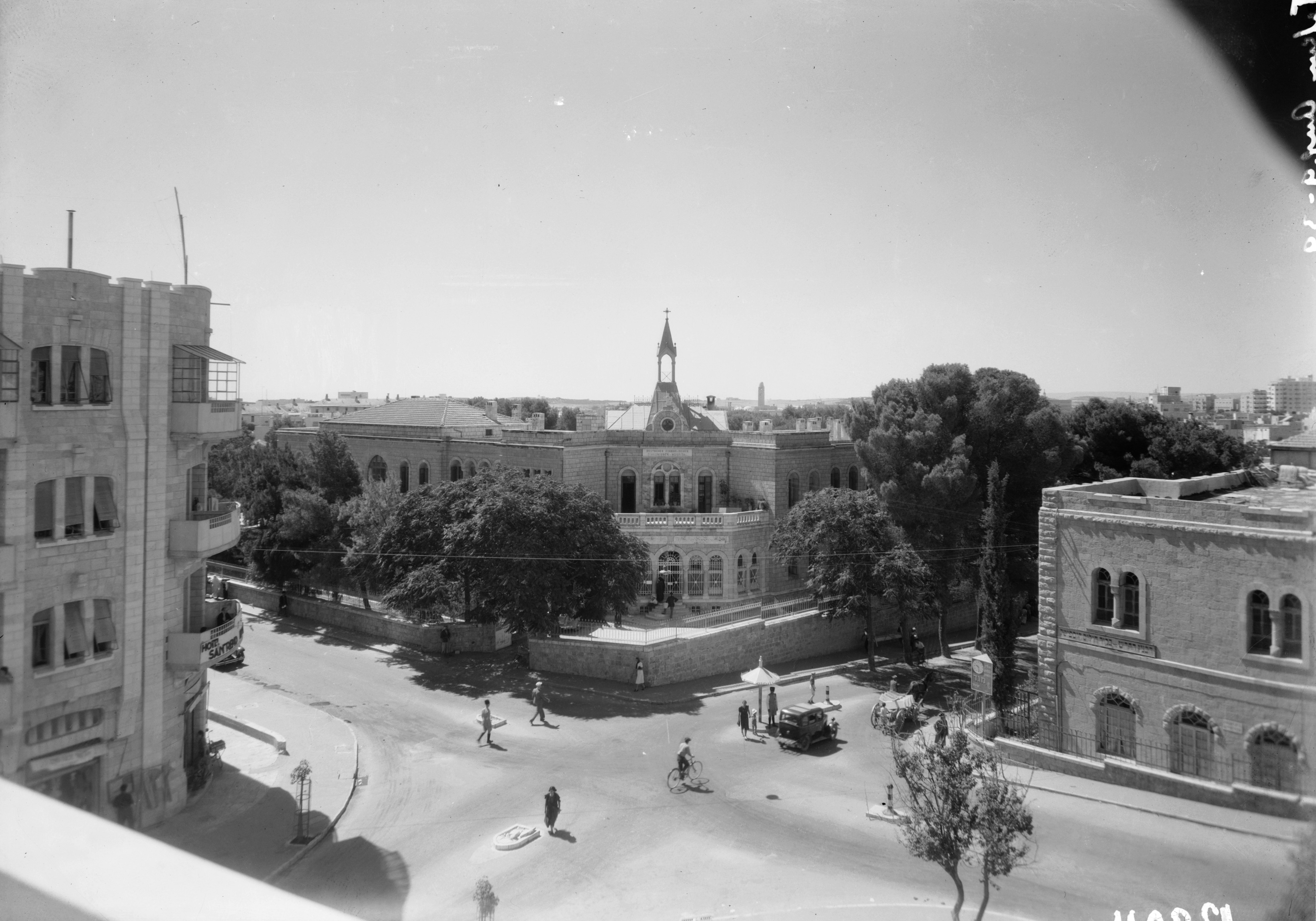
Бикур-Холим в 1939 году

По религиозным соображениям до середины XIX века открытие такого учреждения в Иерусалиме было сложной задачей. Такая возможность появилась бы, если была бы иудейская миссия или особый религиозный квартал. В конце концов для размещения еврейской больницы была выбрана улица Арарат, разделяющая еврейскую и армянскую части города. Была основана компания «Бикур-Холим», которая приобрела здесь землю с двумя домами и подвалом. По данным книги «Дни в Галилее» (1900), первоначально «Бикур-Холим» имел 50 коек.

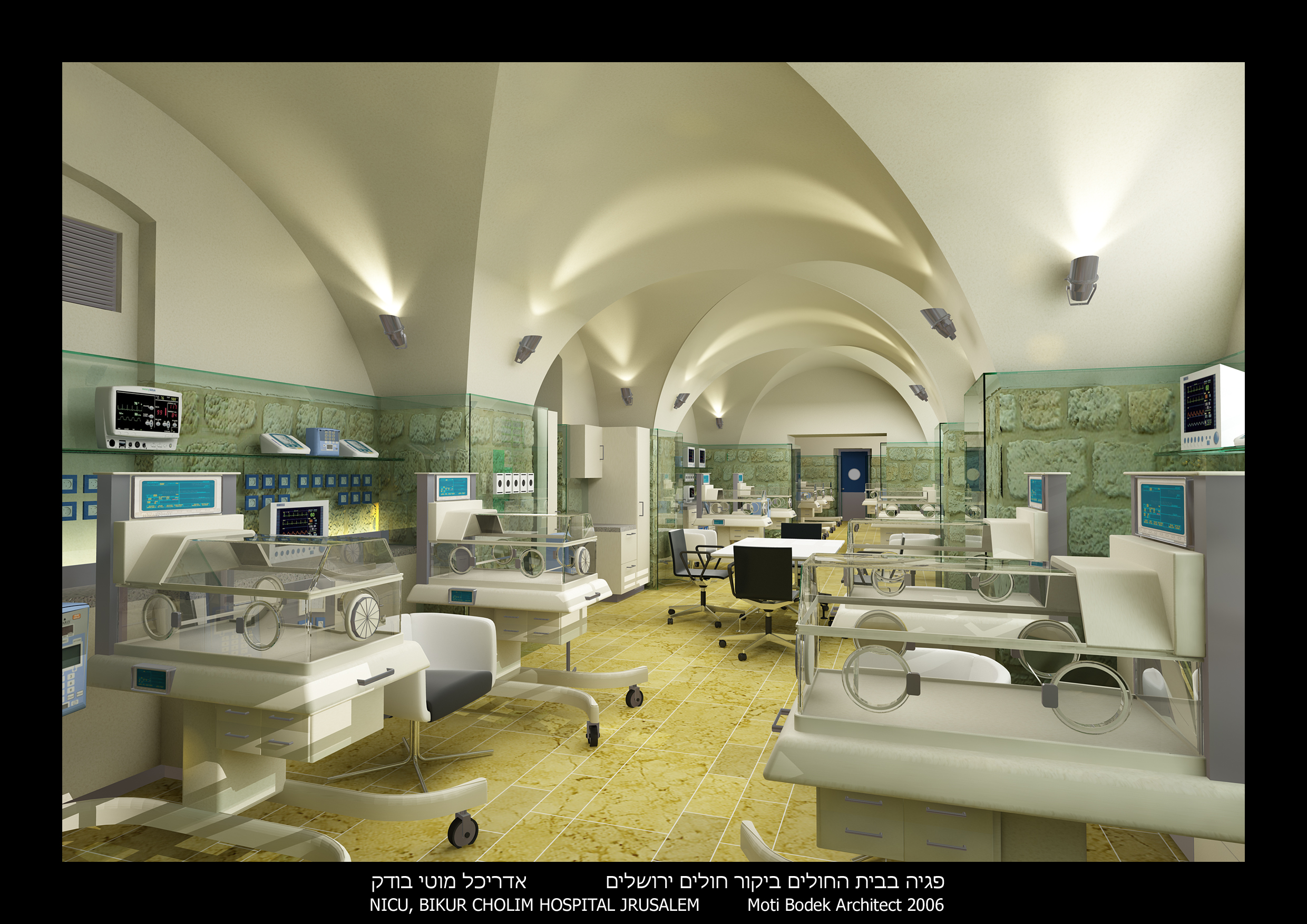
Неонатальное отделение комплекса Бикур-Холим в Иерусалиме (по проекту архитектора Моти Бодека)

В 1908 году приобретена земля под строительство нового здания. В 1912 году заложен первый камень, а сдано здание было уже после Первой мировой войны.

## Архитектура
Здание выполнено в стиле неоклассицизм с элементами модерна. Автор проекта — архитектор Йосеф Барски. Зеев Рабан, представитель Академии искусств «Бецалель» — автор главных дверей здания, выполненных в бронзе.